# Verchnij Tagil
Verchnij Tagil (ryska: Ве́рхний Таги́л) är en stad i Sverdlovsk oblast i Ryssland. Den ligger vid floden Tagil,  111 kilometer nordväst om Jekaterinburg. Folkmängden uppgår till cirka 11 000 invånare.

## Historia
Orten grundades 1716. Stadsrättigheter erhölls 1966.